# The Ways to Love a Man
| Críticas profissionais | Críticas profissionais |
| Avaliações da crítica  | Avaliações da crítica  |
| Fonte                  | Avaliação              |
| ---------------------- | ---------------------- |
| Allmusic               | [ 2 ]                  |

The Ways to Love a Man é o sexto álbum de estúdio lançado pela cantora e compositora country estadunidense Tammy Wynette. Foi lançado em 26 de janeiro de 1970 pela Epic Records.

## Performance comercial
O álbum ficou em 3º lugar na parada country da Billboard e em 83º na Billboard Hot 100. O único single do álbum, "The Ways to Love a Man", atingiu a 1ª posição na parada de singles country da Billboard, sétima música de Wynette a chegar ao primeiro lugar. A faixa "Singing My Song", lançada um ano antes no álbum Tammy's Greatest Hits, se tornou um grande sucesso, sendo frequentemente cantada nos shows de Wynette por toda a sua carreira. Foi o quinto single número um de Tammy Wynette nas paradas country como artista solo. O single passou quatorze semanas nas paradas de singles, sendo duas semanas no topo.

## Lista de faixas
| Lado A |                                                                    |                                             |         |  |
| N.º    | Título                                                             | Compositor(es)                              | Duração |  |
| 1.     | "The Ways to Love a Man"                                           | Billy Sherrill, Glenn Sutton, Tammy Wynette | 2:27    |  |
| 2.     | "The Twelfth of Never"                                             | Jerry Livingston, Paul Francis Webster      | 2:26    |  |
| 3.     | "I'll Share My World with You"                                     | Ben Wilson                                  | 2:40    |  |
| 4.     | "Enough of a Woman"                                                | Leon Ashley, Margie Singleton               | 2:05    |  |
| 5.     | "Singing My Song" (lançada anteriormente em Tammy's Greatest Hits) | Billy Sherrill, Glenn Sutton, Tammy Wynette | 2:22    |  |

| Lado B |                                     |                                               |         |  |
| N.º    | Título                              | Compositor(es)                                | Duração |  |
| 1.     | "He'll Never Take the Place of You" | Billy Sherrill, Bob Johnston, Charlie Daniels | 2:49    |  |
| 2.     | "I Know"                            | George Jones, Tammy Wynette                   | 2:28    |  |
| 3.     | "Yearning (To Kiss You)"            | Eddie Eddings, George Jones                   | 2:18    |  |
| 4.     | "These Two"                         | George Jones, Tammy Wynette                   | 2:22    |  |
| 5.     | "Where Could You Go (But to Her)"   | Billy Sherrill, Glenn Sutton                  | 3:01    |  |
| 6.     | "Still Around"                      | Billy Sherrill                                | 2:47    |  |

## Desempenho comercial

### Álbum
| Ano  | Paradas                    | Posição atingida |
| ---- | -------------------------- | ---------------- |
| 1970 | Country Albums (Billboard) | 3                |

### Singles
| Ano  | Single                   | Paradas                     | Posição atingida |
| ---- | ------------------------ | --------------------------- | ---------------- |
| 1969 | "The Ways to Love a Man" | Country Singles (Billboard) | 1                |